# Reportajes
Reportajes fue un programa informativo dominical peruano transmitido en Panamericana Televisión entre 1999 y 2010. Era un programa de reportajes sobre la actualidad nacional y fue anexo al noticiero 24 horas.

## Historia
Empezó en septiembre de 1999 bajo la dirección de Eduardo Guzmán Iturbe, quien también fue director de Panorama en ese entonces, y la conducción de Pamela Vértiz, reportera de dicho programa. El programa se trató de una versión menos política que Contrapunto, programa de Frecuencia Latina emitido en el mismo horario. Guzmán y Vértiz permanecieron hasta febrero de 2003 cuando Genaro Delgado Parker, fundador de Panamericana Televisión, se convierte en administrador judicial.
Desde allí hubo una serie de cambios de directores, productores y presentadoras. En 2007 contó con la antes Miss Perú Claudia Hernández.
En junio de 2009, con el regreso de la administración de Ernesto Schütz Freundt, el programa fue cancelado temporalmente y pasó a reestructuración. Y a mediados de 2010 retornó otra vez a las pantallas esta vez con la conducción de Claudia Doig.
La última edición se emitió en diciembre de 2010 y fue reemplazado al siguiente año por El dominical de Panamericana de mismo formato.

## Presentadoras
- Pamela Vértiz de la Flor (1999-2003)
- Mávila Huertas Centurión (2003)
- Melissa Peschiera Martín (2003)
- Valerie Vásquez de Velasco Lebacq (2003-2005)
- Paola Pejovés Trelles (2005-2006)
- Claudia Hernández Oré (2006-2009)
- Joyce Guerovich (2009)
- Claudia Doig Parodi (2010)
- Ornella Palumbo (2010)